# Dysmorphologie
Dysmorphologie ist die Lehre von den Abweichungen von den normalen Körperformen. Sie ist ein Teilgebiet der Genetik; bezüglich Mensch der Humangenetik.
Als Klinische Dysmorphologie beschäftigt sie sich mit spezifischen Fehlbildungen bestimmter Organsysteme im Rahmen seltener Krankheitsbilder. Charakteristische Kombinationen von Fehlbildungen erlauben Rückschlüsse auf die zugrundeliegende Entwicklungsstörung.